# Спалення села Терка
Спалення села Терка — воєнний злочин, здійснений відділом польських прикордонників (Wojska Ochrony Pogranicza), внаслідок якого, у винятково жорстокий спосіб, позбавили життя кількох десятків мирних жителів села Терка (переважно дітей і жінок) з причини належності до української національності. Більшість жертв спалили в одній із хат села. Найменшій із них було 7 місяців.

## Передумови
Восени 1944 року розпочалася депортація українського населення до УРСР. але разом із тим, чоловіків українців Ліського повіту вважали військовозобов'язаними Червоної Армії. За словами колишнього жителя Терки Тимофія Сконця: «Наприкінці 1944 року фронт пішов далі на захід. Поляки з нашого села приєдналися до поліції, допомагаючи співробітникам НКВС ловити наших хлопців, яких вони відправили на фронт. Так забрали Василя Ковальчука та Михайла Хому з Терки, обоє загинули. Петро Дрозд і Тимко Дяк повернулися після закінчення війни. Я добре пам'ятаю, як поліція з Волковиї вела полонених хлопців із села Студенне Івана Менту та Василя Колесара…. Цих хлопців не відправили на фронт, а вбили в поліцейському відділку у Волковиї.» Анна Зозула також згадала про призов жителів Терки до Червоної Армії: «з тих, кого вони взяли в російську армію в 1944 році, Іван Гриндьо, Іван Торба, а також від Чашина Ілько Качмарик, Кароль Дуда, Петро Дуда, Іван Салак. Польських хлопців вони не брали в армію, вони всі були вдома».
З початку 1945 року в районі Терки почали відбуватись сутички між партизанами УПА, солдатами НКВС та представниками нової польської (комуністичної) влади. Також ставались напади на окремих людей та сім'ї в районі сіл Завій, Райське та ін. Наприкінці лютого 1945 року українські повстанці напали на будинок Францишка Ганкевича та Францишка Ярини в Терці.
Депортації до УРСР посилилась з середини 1945 р., що збільшило напругу. 29 травня 1946 року солдати, які брали участь в акції депортації, розстріляли в Терці трьох чоловіків: Михайла Дрозда (37 років) та Дмитра Корнаса (25 років), які загинули відразу, та Івана Небору, який помер через два дні. В якості помсти за загибель трьох терчан, в ніч з 4 на 5 липня, бандерівці арештували п'ятьох чоловіків із Терки, яких звинуватили у співпраці з польською владою. Четирьох з них розстріляли. Це були: Дмитро Мастиляк, Ян Ганкевич, Міхал Лошиця та Єжи Лошиця. Викрадення чотирьох жителів Терки викликало реакцію армії. У ніч із 6 на 7 липня було заарештовано 43 особи, які були проведені до Волковиї. Частині заарештованих вдалося врятуватися. Решту 28 людей після допиту конвоювали до Терки.

## Знищення села

Костел у Вовковиї (нині не існує), поблизу якого утримували жінок і дітей із Терки перед спаленням.

Малюнок хати, де відбулися вбивства, на карті Терки, яку виконав її уродженець Василь Романцьо.

На початку серпня польське військо оточило село і зробило облаву. Жителів, яких знайшли, погнали до Волковиї, розташованої на відстані 5 кілометрів. Там, поблизу костелу, влаштували загорожу з колючого дроту під відкритим небом, за якою їх тримали впродовж двох днів. Серед утримуваних були, в тому числі, малолітні діти. Після цього, бранців привезли назад до Терки, поводячись з ними дуже жорстоко і загнали у хату Михайла Дрозда, яка розташовувалась у самому кінці села. Польські військові почали стріляти і кидати гранати, а потім закрили двері та підпалили споруду, де знаходились ще живі і поранені люди. З 30-ти осіб, які були закриті в хаті, вижити вдалось лише двом — хлопцю Василю Соняку, який зумів влізти у погріб під піччю (згодом приєднався до УПА) та Івану Неборі, який вибрався із хати і хоч був поранений в лице, зумів втекти (згодом переселений у село Сьвєнте коло Щеціна). Таку ж спробу втечі робила і одна дівчинка, однак їй прострелили ногу і закинули назад до хати.

#### Кінець української Терки
Крім спалення людей, в цей же день було спалено майже всі інші будівлі села, а також вбило ще п'ятеро людей похилого віку, які там знаходились. Обвуглені трупи наказали скласти на купи місцевому поляку Грицеві Паславському. Під вечір прикордонники залишили спалене село. Кілька днів Гриць Паславський збирав трупи і звозив до спільної могили коло церкви. У вбивствах терчан брав участь їх спольщений односельчанин Гриць Лошиця. Через який час, до села почали повертатись ті житлі які переховувались у лісі.
В кінці квітня 1947 року, під військовим конвоєм вони були, вже назавжди, вигнані із села, і оселені в західних землях, які були передані ПНР союзниками із складу Німеччини. Деяких чоловіків ув'язнили в концтаборі Явожно.

#### Свідчення Василя Соняка
Один з вцілілих Василь Соняк так згадує момент вбивства:

"Коло 10 години, 8 липня 1946 року, поляки, під сильним конвоєм, завезли нас з Волковиї до Терки. По дорозі вони нам сказали: "Побачите, що ми з вами зробимо, перехочеться вам незалежної України". Нам заборонили розмовляти українською, оскільки вони самі не розуміли мови. Деякі жінки в дорозі молились і плакали. У селі, при дорозі, лежали повішені, а цивільні поляки стояли біля них. Нас швидко провели у верхній кінець села і наказали ввійти. Вони відвели набік трьох старших чоловіків і двох жінок, які мали американські свідоцтва про народження та інші документи. Решту нас загнали до Дутчиної хати. Там, поруч з нами, був лише один поляк з автоматом, а другий залишився перед будинком. В хаті вони наказали нам сісти в кутку біля стіни. Від страху люди сідали і падали на коліна, молилися, одні плакали, кричали, інші молились і просили Бога про щасливу смерть. Я лежав посеред хати і дивився на цього поляка, який кричав нам польською мовою: «Моліться, моліться, швидше вмрете». Потім витягнув пепеша і почав в нас стріляти. Я притиснув голову до землі і почув гуркіт пострілів і крики людей. Гаряча людська кров полилася на мене. Одна жінка, Мерінія Діак, кричала жахливим голосом: "Пане, добийте мене, щоб я не мучилась коло дитини". Інші жінки теж кричали. Тоді поляк дістав з кишені гранату і кинув її у нас, а сам зайшов у сіни, потім кинув ще одну. Люди продовжували кричати, тяжко стогнати і кидатися на землю. Поляк побачивши, що люди все ще кричать, і вони ще живі, крикнув другому: "Дай ще один диск", і знову вистріляв його у нас. Тим часом. будинок почав горіти, і йому довелося рятуватися через вікно, бо в сінях уже було полум’я. Я побачив, що будинок горить, вискочив із вікна і сховався в струмку під кущем. Звідти я почув поляка, який кричав: «Зупинись, зупинись» і стріляв з автомата. Не знаю, в кого він стріляв. Я більше нікого не бачив, лише почув потріскування палаючої будівлі".

## Список жертв
- Діти (спалені у хаті):
- Вайда Марія (6 років),
- Вайда Володимир (4 роки),
- Гнатишин Розалія (6 років),
- Гнатишин Юлія (3 роки),
- Дяк Анастасія (7 місяців),
- Дяк Наталія (11 років),
- Романцьо Марія (16 років).
- Жінки (спалені у хаті):
- Гусейко Марія (60 років),
- Осташ Катерина (60 років),
- Корнаш Марія (40 років),
- Корнаш Катерина (21 рік),
- Романцьо Аспазія (42 роки),
- Романцьо Анастасія (65 років)
- Романцьо Марія (вік не встановлено)
- Поливка Олена (50 років),
- Вайда Антоніна (35 років),
- Гнатишин Анна (35 років),
- Цьокан Катерина (60 років),
- Дяк Марія (37 років),
- Дяк Розалія (22 роки),
- Станчук Марія (80 років),
- Ліберна Катерина (8 років),
- Вайда Марія (70 років),
- Дяк Анна (100 років).
- Чоловіки (переважно вбиті під час спалення села):
- Бурмич Степан (21 рік),
- Романцьо Гриць (23 роки),
- Іван (прізвище не встановлено, глухонімий) (27 років),
- Дяк Матвій (60 років),
- Хомій Микола (55 років),
- Осташ Михайло (79 років),
- Липкевич Михайло (78 років).

## Відплатна акція УПА
Через тиждень після спалення жителів Терки, у ніч з 14 на 15 липня, у Волковиї відбулася чергова відплатна акція помсти УПА. За її результатами загинуло вісімнадцять людей, у тому числі двоє нападників (Володимир Воробець та Станіслав Фалек).

## Див. тоакж
- Різанина в Бахові
- Різанина в Березці
- Трагедія села Павлокоми
- Різанина в Завадці Морохівській